# Parigi-Roubaix 1996
La Parigi-Roubaix 1996, novantaquattresima edizione della corsa e valida come terzo evento della Coppa del mondo di ciclismo su strada 1996, fu disputata il 14 aprile 1996, per un percorso totale di 263,5 km. Fu vinta dal belga della Mapei-GB Johan Museeuw, giunto al traguardo con il tempo di 6h05'00" alla media di 43,315 km/h, davanti ai compagni di squadra Gianluca Bortolami e Andrea Tafi.
Presero il via da Compiègne 184 ciclisti, 56 di essi portarono a termine la gara.

## Resoconto degli eventi
Dopo circa 25 chilometri di gara prese vita una fuga composta da ventuno ciclisti, tra cui Wilfried Peeters, Ludwig Willems, Marco Saligari, Felice Puttini, Servais Knaven, Jelle Nijdam e Marc Wauters. Questi raggiunsero un vantaggio massimo di 55 secondi, prima di essere ripresi da un gruppo di circa 40 atleti, inclusi quasi tutti i favoriti, trainato dalla Telekom (il gruppone si era spezzato in due parti). Sul terzo settore di pavé, dopo 110 chilometri, ripartirono in quattro, Wilfried Peeters, Erik Zabel, Laurent Desbiens e Johan Museeuw, poi raggiunti da Marco Serpellini in prossimità della foresta di Arenberg. Proprio nella foresta, con il gruppo a soli 20 secondi, Peeters e Museeuw (compagni alla Mapei-GB) decisero di rialzarsi; gli altri tre vennero invece riassorbiti al chilometro 161, sul tredicesimo settore di pavé.
Al chilometro 164 riuscirono a rievadere venti atleti, tra cui cinque della Mapei (Bortolami, Leysen, Museeuw, Tafi e il campione in carica Ballerini). Sui settori 12 e 11 di pavé, però, Ballerini forò per tre volte nell'arco di 12 chilometri: una prima volta lo riportò sotto Leysen, poi i compagni di squadra, che stavano giusto in quel momento cominciando a forzare il ritmo, continuarono senza aspettarlo. Davanti rimasero presto solo in tre, Museeuw, Tafi e Bortolami, e a inseguire, a circa un minuto, in quattro, Čmil, Ekimov, Zanini e Ballerini. Museeuw intanto aveva forato sul settore 10 e Tafi e Bortolami, che stavano per andarsene, avevano dovuto aspettarlo.
Poi, quando i primi tre avevano 1'45" sugli inseguitori, dietro Zanini e Ballerini riuscirono a staccare Ekimov e Čmil. I due italiani proseguirono a cambi regolari e riuscirono a ridurre ad un minuto il distacco, poi sopraggiunse l'ammiraglia Mapei: Patrick Lefevere, il direttore sportivo del team italo-belga, ordinò a Ballerini di non tirare un metro, e questi eseguì. A 15 chilometri dal traguardo, con i tre Mapei ormai avviati verso il velodromo, Lefevere – in collegamento telefonico con il patron Giorgio Squinzi – impartì ancora un ordine di scuderia ai corridori in testa: avrebbe vinto Museeuw, secondo Bortolami, terzo Tafi. Tafi era il più restio, voleva sprintare, Bortolami però lo ammonì con una frase, «Andrea, non fare cazzate!», udita anche in diretta televisiva. Nonostante un'altra foratura dello stesso Museeuw ai meno 8, i due italiani dovettero ancora fermarsi e aspettare il compagno, che poi puntualmente andò a vincere la corsa. Quarto, battendo allo sprint l'altro Mapei-GB Ballerini, chiuse Zanini.

## Ordine d'arrivo (Top 10)
| Pos. | Corridore          | Squadra        | Tempo    |
| ---- | ------------------ | -------------- | -------- |
| 1    | Johan Museeuw      | Mapei-GB       | 6h05'00" |
| 2    | Gianluca Bortolami | Mapei-GB       | s.t.     |
| 3    | Andrea Tafi        | Mapei-GB       | s.t.     |
| 4    | Stefano Zanini     | Gewiss         | a 2'38"  |
| 5    | Franco Ballerini   | Mapei-GB       | s.t.     |
| 6    | Andrej Čmil        | Lotto-Isoglass | a 5'27"  |
| 7    | Brian Holm         | Deutsche Tel.  | s.t.     |
| 8    | Vjačeslav Ekimov   | Rabobank       | s.t.     |
| 9    | Francis Moreau     | GAN            | s.t.     |
| 10   | Marco Milesi       | Brescialat     | s.t.     |